# 拉索拉纳
拉索拉纳，是西班牙卡斯蒂利亚-拉曼恰雷阿尔城省的一个市镇。 总面积134平方公里，总人口15047人（2001年），人口密度112人/平方公里。